# Claix (Charente)
Claix ist eine westfranzösische Gemeinde mit 1058 Einwohnern (Stand 1. Januar 2022) im Département Charente in der Region Nouvelle-Aquitaine.

## Lage
Claix liegt etwa 19 Kilometer (Fahrtstrecke) südwestlich von Angoulême in der Kulturlandschaft des Angoumois in einer Höhe von etwa 110 Metern ü. d. M. Der kleine Bach Claix entspringt auf dem Gebiet der Gemeinde.

## Bevölkerungsentwicklung
| Jahr      | 1962 | 1968 | 1975 | 1982 | 1990 | 1999 | 2006 | 2016 |
| Einwohner | 516  | 512  | 542  | 672  | 816  | 747  | 859  | 1010 |

In der ersten Hälfte des 19. Jahrhunderts hatte die Gemeinde stets um die 500 Einwohner; infolge der Reblauskrise im Weinbau und der Mechanisierung der Landwirtschaft sank die Einwohnerzahl danach kontinuierlich bis auf etwa 400 Einwohner ab. Infolge der Nähe zur Stadt Angoulême und der deutlich geringeren Immobilienpreise sind die Bevölkerungszahlen in den letzten Jahrzehnten wieder deutlich angestiegen.

## Wirtschaft
Die Einwohner der Gemeinde lebten jahrhundertelang von der Landwirtschaft; die Böden der Gemeinde gehören zu den Fins Bois des Weinbaugebietes Cognac, doch sind die Absätze bei teuren Weinbränden in den letzten Jahrzehnten eher rückläufig, so dass der Weinbau heutzutage keine bedeutende Rolle mehr spielt.

## Geschichte
Im Jahr 1533 hielt sich der Reformator Jean Calvin längere Zeit im Haus des Pfarrers von Claix auf. Hier entstand möglicherweise die Idee zu seiner später veröffentlichten Schrift Institutio Christianae Religionis („Unterweisung in der christlichen Religion“).

## Sehenswürdigkeiten

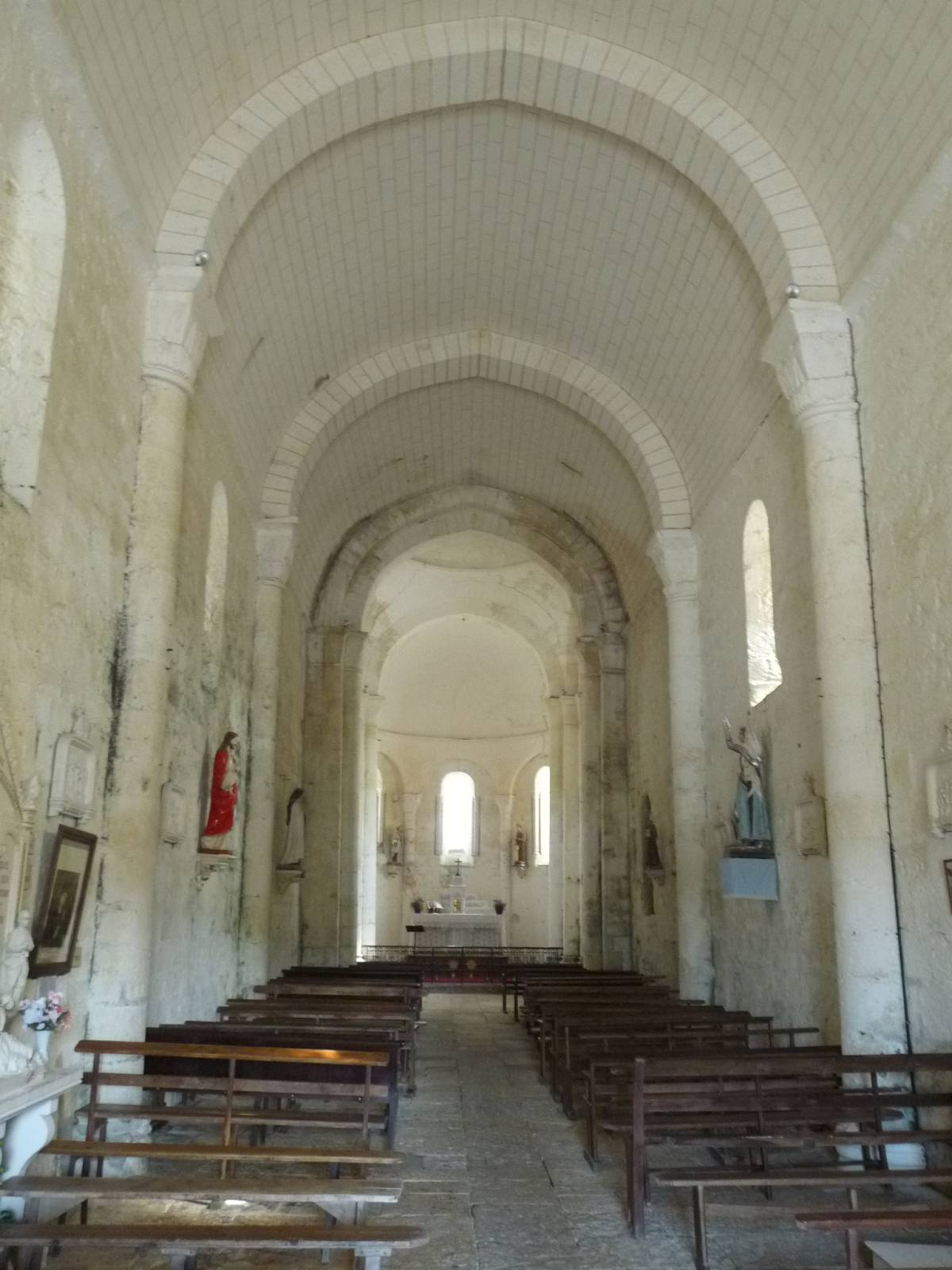
Innenansicht der Kirche

- Die romanische Pfarrkirche Saint-Christophe ist ein Bau des 12. Jahrhunderts, der vor allem durch seinen beinahe burgartigen Vierungsturm beeindruckt. Auch die schlitzartigen Fenster und die weitgehend schmucklose Westfassade tragen zum wehrhaften Gesamteindruck der Kirche bei. Lediglich die Apsis besitzt etwas größere Fenster, die außen durch eingestellten Säulchen noch besonders betont sind; unterhalb der Dachtraufe verläuft ein figürlicher Konsolenfries. Das einschiffige Innere der Kirche zeigt ein leicht angespitztes Tonnengewölbe und eine kleine Kuppel im Vierungsbereich. Das Kirchenbauwerk ist bereits seit dem Jahr 1920 als Monument historique[1] eingestuft.

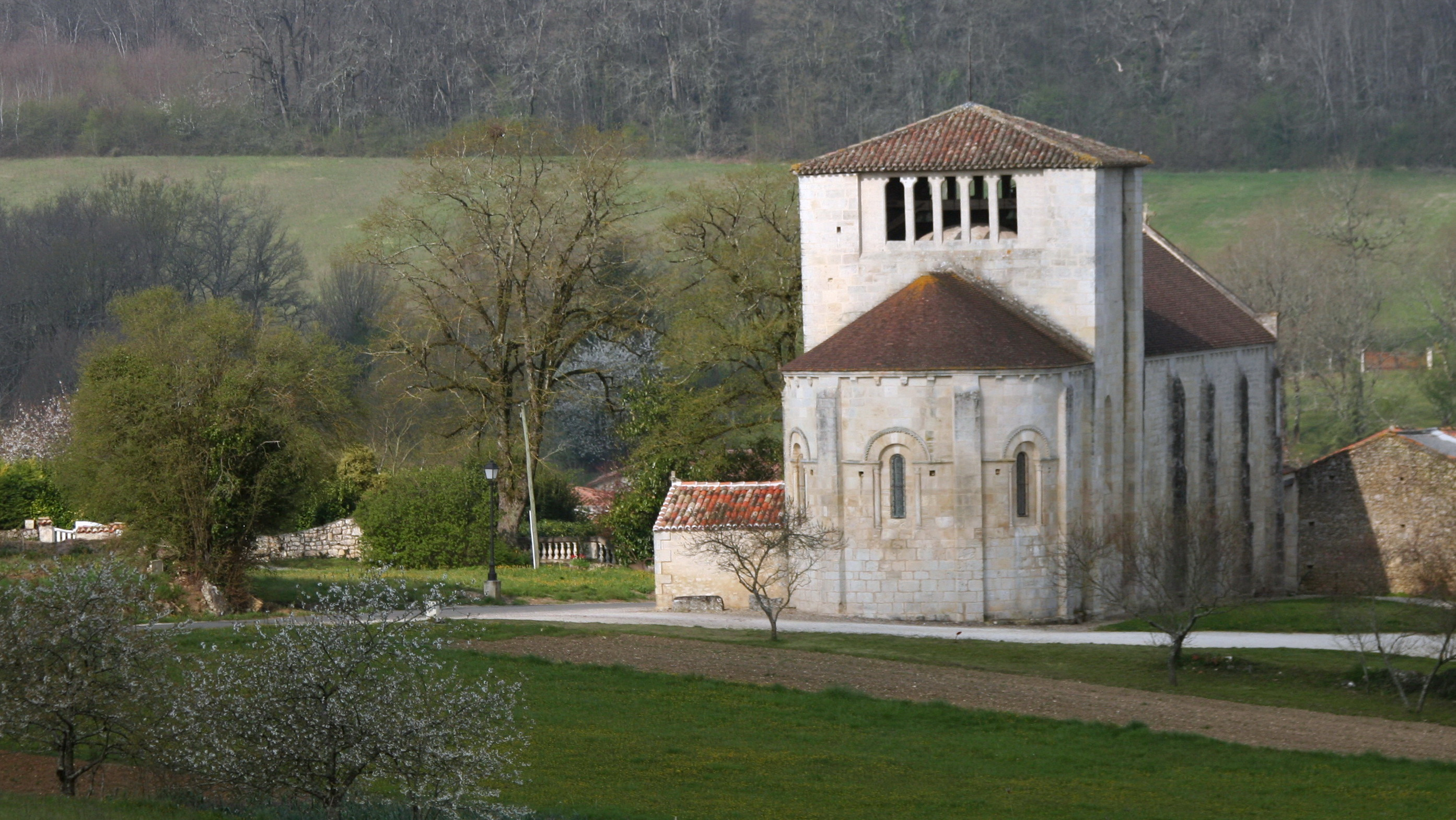
Église Saint-Christophe
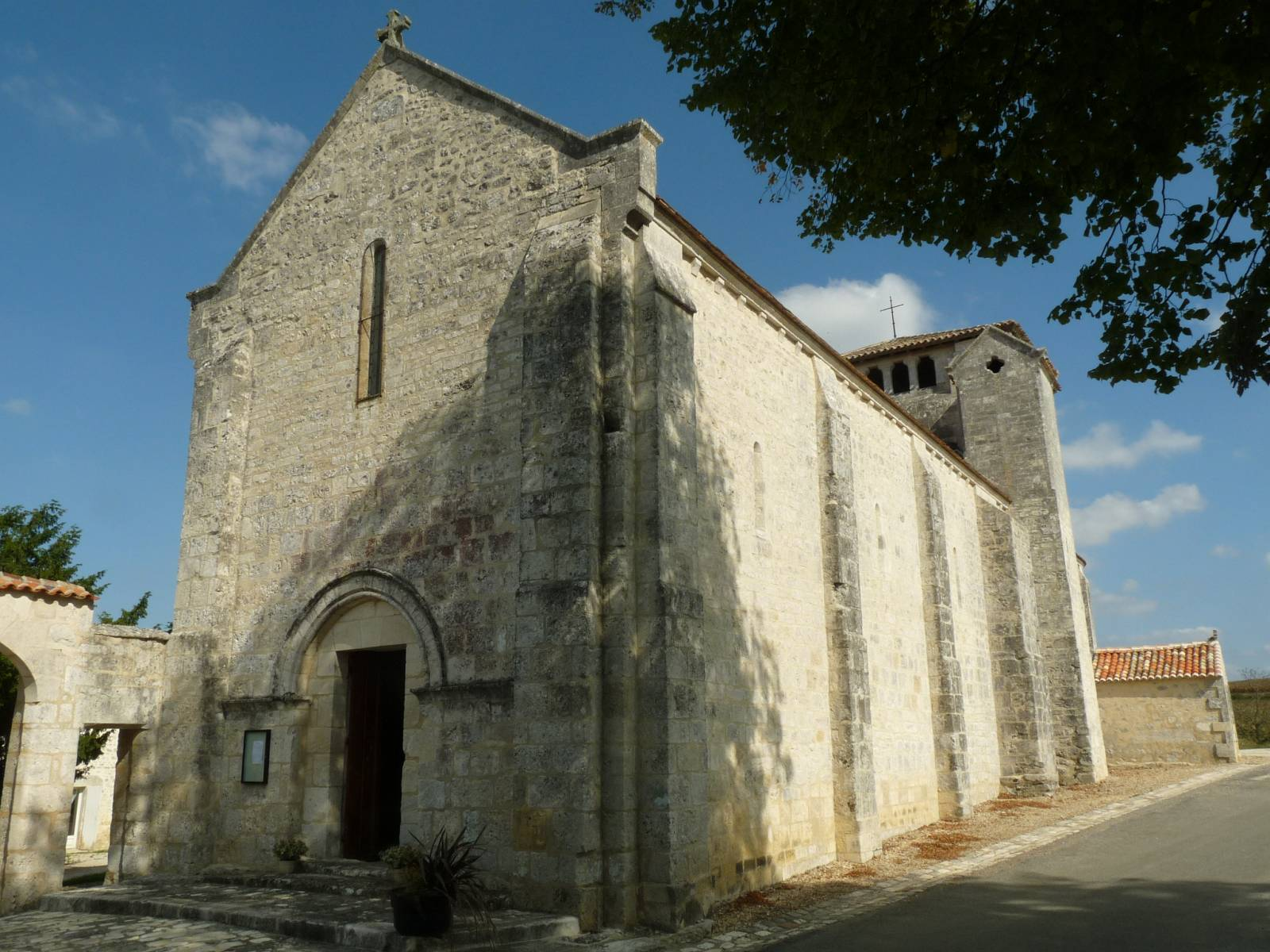
Fassade
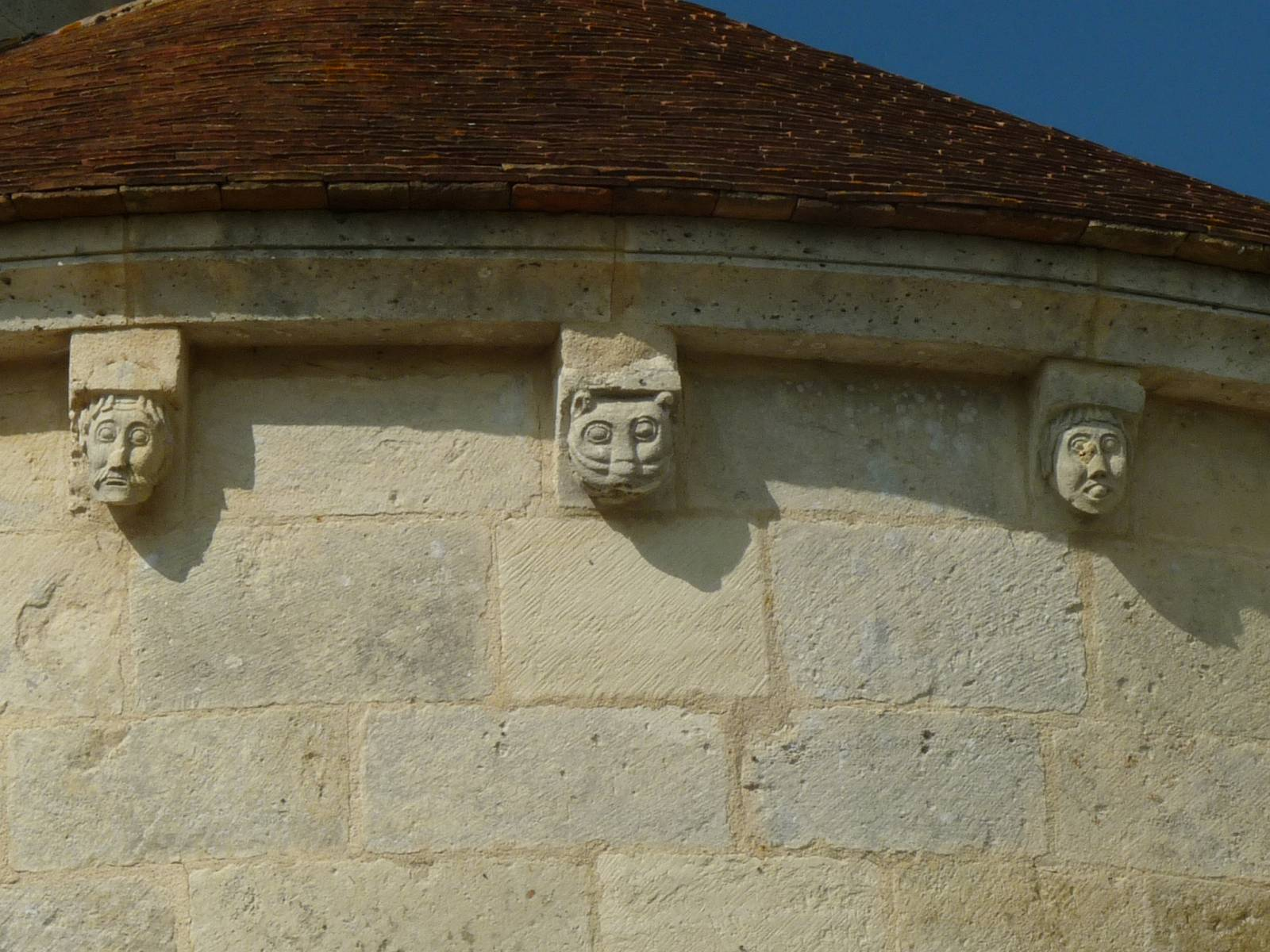
Kopfkonsolen an der Apsis

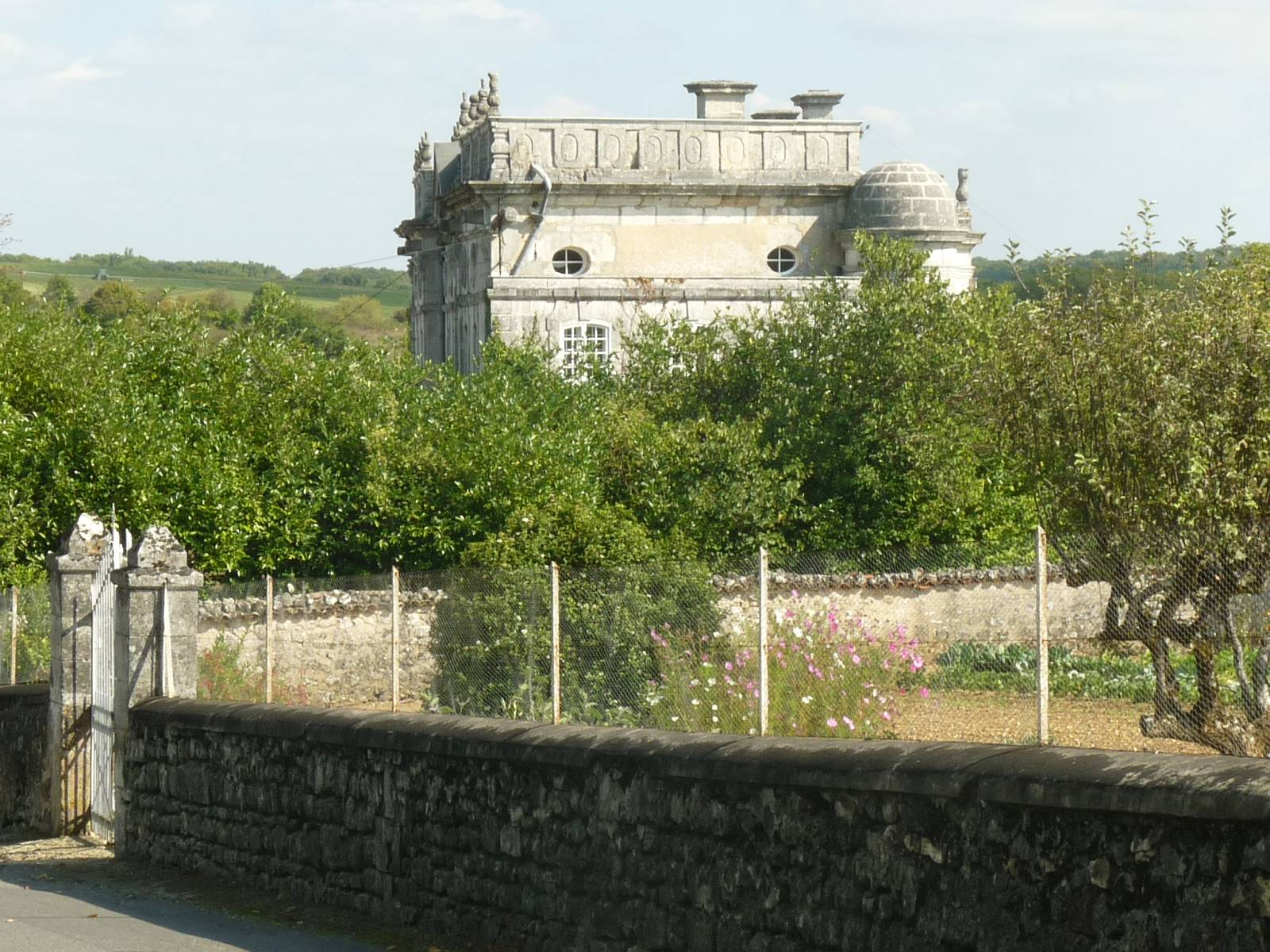
Château de Claix

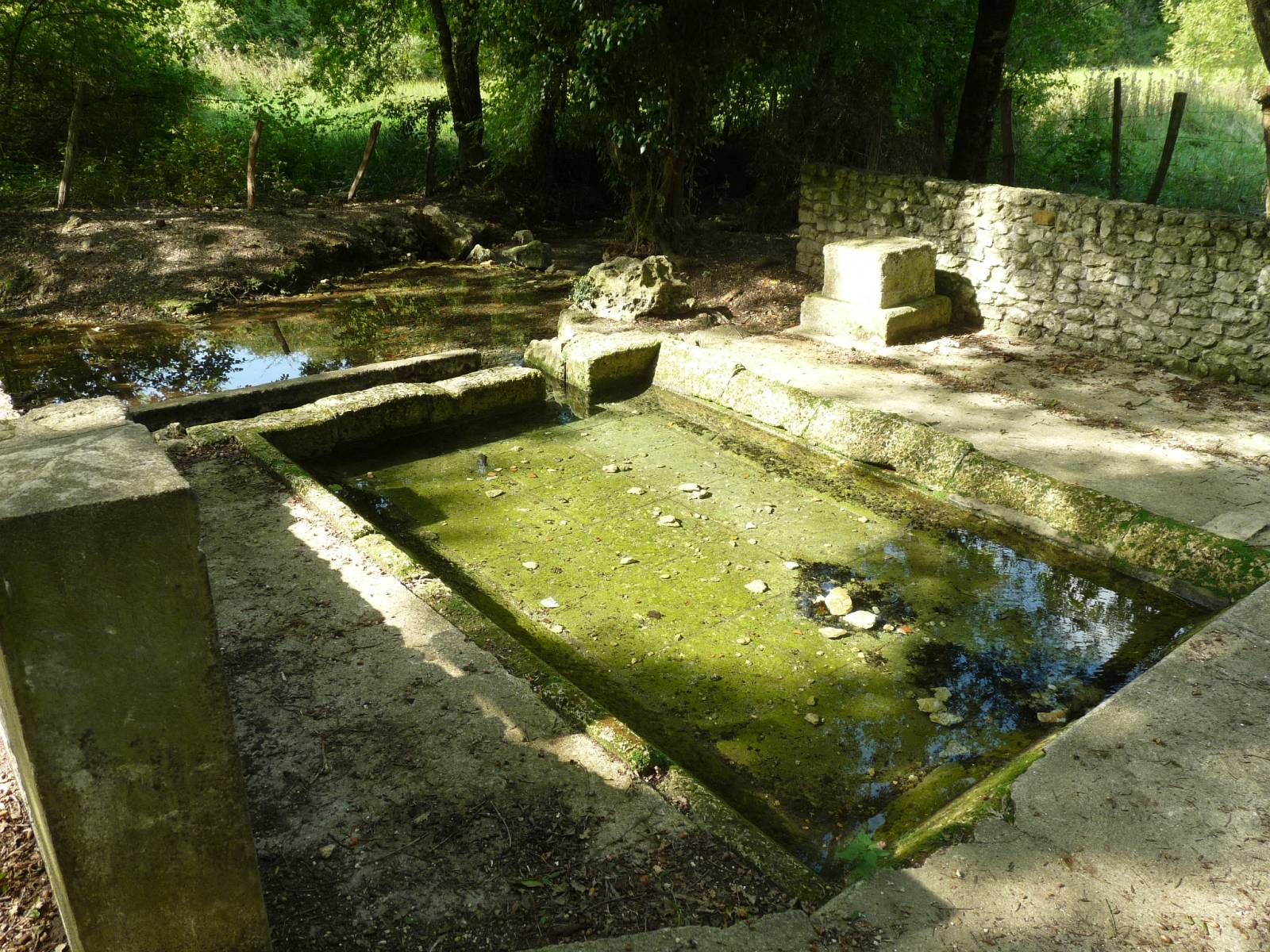
Source de la Claix

- Die im ausgehenden Mittelalter entstandene Burg (château) wurde im 18. Jahrhundert grundlegend im Stil der Zeit erneuert. Im 19. Jahrhundert entstand auf dem Gelände ein Molkereibetrieb (laiterie).
- Die Quelle des Baches Claix befindet sich in einem Waldgebiet etwa einen Kilometer westlich des Ortes. Sie hat einen Boden aus Steinplatten und eine beinahe ebenerdige, leicht nach innen abgeschrägte Steineinfassung, die sowohl als Viehtränke (abreuvoir) als auch als nicht überdachter Waschplatz (lavoir) diente.